# GAL3ST2
GAL3ST2 (англ. Galactose-3-O-sulfotransferase 2) – білок, який кодується однойменним геном, розташованим у людей на короткому плечі 2-ї хромосоми.  Довжина поліпептидного ланцюга білка становить 398 амінокислот, а молекулярна маса — 46 110.
| 10         |  | 20         |  | 30         |  | 40         |  | 50         |
| ---------- |  | ---------- |  | ---------- |  | ---------- |  | ---------- |
| MMSMLGGLQR |  | YFRVILLLLL |  | ALTLLLLAGF |  | LHSDLELDTP |  | LFGGQAEGPP |
| VTNIMFLKTH |  | KTASSTVLNI |  | LYRFAETHNL |  | SVALPAGSRV |  | HLGYPWLFLA |
| RYVEGVGSQQ |  | RFNIMCNHLR |  | FNLPQVQKVM |  | PNDTFYFSIL |  | RNPVFQLESS |
| FIYYKTYAPA |  | FRGAPSLDAF |  | LASPRTFYND |  | SRHLRNVYAK |  | NNMWFDFGFD |
| PNAQCEEGYV |  | RARIAEVERR |  | FRLVLIAEHL |  | DESLVLLRRR |  | LRWALDDVVA |
| FRLNSRSARS |  | VARLSPETRE |  | RARSWCALDW |  | RLYEHFNRTL |  | WAQLRAELGP |
| RRLRGEVERL |  | RARRRELASL |  | CLQDGGALKN |  | HTQIRDPRLR |  | PYQSGKADIL |
| GYNLRPGLDN |  | QTLGVCQRLV |  | MPELQYMARL |  | YALQFPEKPL |  | KNIPFLGA   |

A: Аланін

C: Цистеїн

D: Аспарагінова кислота

E: Глутамінова кислота

F: Фенілаланін

G: Гліцин

H: Гістидин

I: Ізолейцин

K: Лізин

L: Лейцин

M: Метіонін

N: Аспарагін

P: Пролін

Q: Глутамін

R: Аргінін

S: Серин

T: Треонін

V: Валін

W: Триптофан

Кодований геном білок за функцією належить до трансфераз. 
Задіяний у такому біологічному процесі як поліморфізм. 
Локалізований у мембрані, апараті гольджі.